# 29gram
《29gram》是由宋智孝和《CELDERMA》合作的2017年韩国网路电视剧，主要描述四位非常受欢迎的SNS 网红，她们每日发生的事情都围绕着SNS网路世界，在SNS下生活的她们，同时需要面对不少女生会遇到的感情课题。

## 剧情描述
韩宥真、车秀晶、韩多爱、金娜仁，四位SNS网红女神，组成「Pick-Cel」团，常常在SNS网站分享生活点滴，拥有许多忠实粉丝。但也因为任何事情都围绕着SNS网路世界，感情生活也赤裸祼公开在社交网站上，受乡民们的批判。

## 人物介绍
主要人物介绍
| 演員   | 角色   | 介绍 |
| 宋智孝 | 韩宥珍 | 年龄29岁，是一名广告撰写人。在网络剧中以日常照片和感性文章而受到大家喜爱，因此成了SNS网红。但性格害羞，难以适应热闹的地方。 |
| 具在伊 | 车秀晶 | 年龄28岁，是SNS网红，也是韩宥珍大学时期的室友。车秀晶外貌美丽，是美妆界的代表，有不少的代言活动。                           |
|        | 韩多爱 | 年龄26岁，拥有较好的身材，在SNS社交网站上全是她展现美好身段的照片。同时韩多爱也是一名绯闻製造者，常常更换男朋友。           |
|        | 金娜仁 | 年龄26岁，是智律的妈妈。金娜仁常常在SNS社交网站上分享新婚、育儿日记，因此拥有许多粉丝。                                     |
| 千成文 | 赵伊安 | 性格开朗，自在不受拘束，是韩多爱的男友。                                                                                    |
|        | 金亨硕 | 韩宥珍交往六年的男朋友。 |
|        | 千志勋 | 韩宥珍在派对上认识的一个男生。                                                                                              |

## 播出时间
| 平台                             | 时间             |
| Olleh tv Mobile                  | 2017-10-17 18:00 |
| (뷰티학개론 Beautiology) YouTube | 2017-10-24 18:00 |
| 臉書「DIA STYLE」                | 2017-10-24 18:00 |
| IPTV                             | 2017-10-24 18:00 |